# Бресир
Бресир (фр. Bressuire) насеље је и општина у западној Француској у региону Поату-Шарант, у департману Де Севр која припада префектури Бресир.
По подацима из 2011. године у општини је живело 18.764 становника, а густина насељености је износила 103,9 становника/km². Општина се простире на површини од 180,59 km². Налази се на средњој надморској висини од 166 метара (максималној 236 m, а минималној 98 m).

## Демографија
| 1962.  | 1968.  | 1975.  | 1982.  | 1990.  | 1999.  | 2002.  | 2011.  |
| ------ | ------ | ------ | ------ | ------ | ------ | ------ | ------ |
| 12.853 | 13.814 | 16.101 | 17.366 | 17.827 | 17.799 | 19.356 | 18.764 |

График промене броја становника у току последњих година